# Wawrzyniec z Raciborza
Wawrzyniec z Raciborza (Racibórz, 1381 – Krakkó, 1448. április 14.) lengyel matematikus, csillagász és egyetemi tanár. Németül Laurentius von Ratibor néven ismert. 1428 és 1429 között a Krakkói Egyetem rektora volt.